# Артеага-и-Сильва, Андрес Авелино де
Андрес Авелино де Артеага-и-Сильва Карвахаль-и-Тельес-Хирон, 16-й герцог дель Инфантадо (исп. Andrés Avelino de Arteaga y Silva Carvajal y Téllez-Girón, XVI duque del Infantado; 12 июля 1833, Мадрид — 15 июня 1910, Мадрид) — испанский аристократ и военный, глава Дома Инфантадо.

## Биография
Родился 12 июля 1833 года в Мадриде. Сын Андреса Авелино де Артеага-Ласкано и Карвахаля (1807—1850) и Фернанды Марии де Сильва-Басан и Тельес-Хирон. Племянник по материнской линии Мариано Франсиско де Борха Тельес-Хирона, 12-го герцога Осуна (1814—1882).
После его смерти он унаследовал некоторые из многочисленных титулов Мариано Тельес-Хирона и Бофорта Спонтина, герцога Осуны, не оставив потомков.
Он участвовал в марокканской войне в 1859 году и был полковником армии, командующим гусарскими полками Павии и Альфонсо XII. Он сопровождал своего дядю, герцога Осуна, в посольстве в Санкт-Петербурге и был самостоятельным сенатором как гранд Испании с 1877 года.
Его дедом по отцовской линии был Андрес Авелино де Артеага Ласкано-и-Палафокс (1780—1864), 13-й маркиз Ла-Гуардия, 12-й маркиз Эстепа, 11-й маркиз Армуния, 10-й маркиз де Ариса и 5-й маркиз де Вальмедиано, 19-й граф Сальданья, 9-й граф Монклова, 8-й граф Санта-Эуфемия, 2-й граф Коррес, женат на Хоакине де Карвахаль и Манрике де Лара (1775—1804), дочери Мариано Хоакина де Карвахаль-Варгас-и-Брун, графа Пуэрто и Кастильехо. У супругов был сын, Андрес Авелино де Артеага Ласкано-и-Карвахаль, 6-й маркиз Вальдемедиано, 3-й граф Коррес и 9-й граф Санта-Эуфемия (1807—1850), который был женат на Фернанде Сильва-и-Тельес-Хирон, дочери 10-го маркиза Санта-Крус и внучке 9-го герцогов де Осуна. Родители Андреса Авелино.

## Титулатура
- 16-й герцог дель Инфантадо
- 14-й маркиз Ла-Гуардия
- 11-й маркиз де Эстепа
- 11-й маркиз де Армуния
- 11-й маркиз де Ариса
- 7-й маркиз де Вальмедиано
- 17-й маркиз де Сантильяна
- 10-й граф де Монклова
- 9-й граф Санта-Эуфемия
- 4-й граф де Коррес

27 декабря 1866 году в Мадриде он женился на Марии де Белен Эчагуэ-и-Мендес де Виго (1883—1907), старшей дочери Рафаэля Эчагуэ-и-Бермингема, 1-го графа Серральо (1815—1887), и Марии де лас Мерседес Мендес де Виго-и-Осорио (1821—1864).
- Хоакин де Артеага-и-Эчагуэ (5 сентября 1870 — 4 января 1947), 17-й герцог дель Инфантадо, 12-й маркиз Ариса, 14-й маркиз Эстепа, 13-й маркиз Армуния, 11-й граф Монклова и др.